# 교황 하드리아노 2세
교황 하드리아노 2세(라틴어: Hadrianus PP. II, 이탈리아어: Papa Adriano II)는 제106대 교황(재위: 867년 12월 14일 - 872년 12월 14일)이다.

## 약력
하드리아노는 로마의 귀족 집안 출신으로서 고령의 나이에 교황으로 선출되었다. 그의 가문에서는 이미 두 명의 교황(교황 스테파노 4세, 교황 세르지오 2세)이 나왔다. 하드리아노의 아버지는 그가 태어난 후에 주교가 되었다.
842년 교황 그레고리오 4세는 하드리아노를 차부제로 서품한 후 산 마르코 성당의 사제급 추기경에 서임하였다. 라테라노 궁전에서 교황 세르지오 2세를 도우면서 뛰어난 행정 능력과 자선 활동으로 명망이 높아진 그는 855년과 858년에 각각 교황 레오 4세와 교황 베네딕토 3세가 선종한 후에 소집된 콘클라베에서 강력한 교황 후보로 입에 오르내렸으나, 모두 겸손하게 교황직을 거부하였다.
그러나 교황 니콜라오 1세가 선종한 후 소집된 콘클라베에서 세 번째로 교황직 수락을 요청받았을 때는 순순히 받아들였다. 전임 교황의 강경책을 지지하는 사람들과 반대하는 사람들 간에 빚어진 갈등을 봉합하기 위해서였다. 교황으로 선출된 그는 카롤링거 제국의 황제 루트비히 2세의 승인을 받아 867년 12월 14일에 즉위하였다. 당시 그의 나이는 75세였다. 그는 전임 교황의 정책을 이어받으려고 했으나, 성격이 유화적이고 이미 나이가 많아 여러 가지 일로 곤란을 겪었다. 869년 국왕 로타르 2세가 사망한 후에 상속 재산을 놓고, 루트비히 1세의 아들들이 그 영토를 나누어 갖기 위해 내분이 벌어지자 하드리아노 2세가 중재에 나섰다. 그리하여 870년 프랑크 군주들 사이에 메르센 조약이 체결되었으며, 이 조약으로 로타링기아 지역은 동서로 분할되어 각각 동프랑크와 서프랑크에 편입되게 된다.
콘스탄티노폴리스 총대주교 포티오스는 콘스탄티노폴리스 교회회의에서 교황 니콜라오 1세를 단죄한다고 선언한 후, 새 황제 바실리우스 1세에 의해 전임 총대주교 이그나티오스가 복직되면서 쫓겨나게 되었다. 이후 포티오스에 대한 문제를 논의하기 위해 곧 제8차 세계 공의회인 제4차 콘스탄티노폴리스 공의회가 소집되었다. 하드리아노 2세는 자신의 대리인 자격으로 공의회에 교황 특사 세 명을 파견하였다. 공의회에서 교황 특사들은 포티오스를 이단자로 비난하며 그에 대한 유죄 재판을 주재하였으나, 불가리아 교회에 대한 로마 교회의 사목권 주장에 대해서는 다른 교부들과 이해를 같이 하는 데에 성공하지 못했다.
하드리아노 2세는 현세적인 문제에 있어서는 전임 교황과 마찬가지로 루트비히 2세의 간섭을 받는 것을 용인하였는데, 오르테의 주교 아르세니우스와 그의 조카이자 로마 교회의 도서관장 겸 문서관리인 아나스타시우스의 조언을 많이 따랐다.
하드리아노 2세는 사제품을 받기 전에 스테파니아라는 이름의 여인과 혼인하여 딸을 한 명 낳았는데, 교황으로 선출된 후에도 라테라노 궁전에서 같이 살았다. 모녀는 868년 마차를 타고 가던 중에 아나스타시우스의 동생 엘레우테리우스에 의해 암살당했다.
하드리아노 2세는 교황으로 선출된 지 정확히 5년 만인 872년에 선종하였다.